# Mandátový a imunitní výbor Poslanecké sněmovny Parlamentu České republiky
Mandátový a imunitní výbor Poslanecké sněmovny Parlamentu ČR je jedním z výborů, které je Poslanecká sněmovna povinna zřídit na začátku každého volebního období. Jeho hlavním úkolem je zkoumat, zda byli poslanci řádně zvoleni, projednává věci o poslanecké imunitě, řídí disciplinární řízení proti členům dolní komory českého Parlamentu a mnoho dalších věcí. Schůze mandátového a imunitního výboru jsou neveřejné.
Ve volebním období 2021–2025 ho vede Helena Válková z ANO.

## Předsedové výboru v historii

### Seznam předsedů
| Jméno a příjmení              | Strana | Strana  | Doba vykonávání úřadu | Foto | Link |
| ----------------------------- | ------ | ------- | --------------------- | ---- | ---- |
| Miroslav Čerbák               |        | ODA     | 1992–1996             |      | Zde  |
| Anna Röschová                 |        | ODS     | 1996–1998             |      | Zde  |
| Miloslav Výborný              |        | KDU-ČSL | 1998–2002             |      | Zde  |
| Eva Dundáčková                |        | ODS     | 2002–2006             |      | Zde  |
| Miloslav Kala                 |        | ČSSD    | 2006–2010             |      | Zde  |
| Bohuslav Sobotka Jeroným Tejc |        | ČSSD    | 2010–2013             |      | Zde  |
| Marek Benda Miroslava Němcová |        | ODS     | 2013–2017             |      | Zde  |
| Stanislav Grospič             |        | KSČM    | 2017–2021             |      | Zde  |
| Helena Válková                |        | ANO     | 2021–dosud            |      | Zde  |

## Mandátový a imunitní výbor ( 8.11.2021 – )

### Místopředsedové výboru
- JUDr. Pavel Staněk, MBA
- Mgr. Milan Feranec

## Mandátový a imunitní výbor (20.11.2017 – 21.10.2021)

### Místopředsedové výboru
- Ing. Lukáš Bartoň, Ph.D.
- Mgr. Petr Gazdík
- Mgr. Ing. Taťána Malá
- Radek Rozvoral

## Mandátový a imunitní výbor (25.11.2013 – 26.10.2017)

### Místopředsedové výboru
- Ing. Jiří Dolejš
- PhDr. Ing. Matěj Fichtner, MBA
- Mgr. Stanislav Huml
- JUDr. Jan Chvojka
- Mgr. Martin Plíšek
- JUDr. Stanislav Polčák

## Mandátový a imunitní výbor (24.06.2010 – 28.08.2013)

### Místopředsedové výboru
- Ing. František Dědič
- Mgr. Jana Drastichová
- JUDr. Jana Kaslová
- JUDr. Marie Rusová

## Mandátový a imunitní výbor (29.06.2006 – 03.06.2010)

### Místopředsedové výboru
- Marek Benda
- Ing. František Dědič
- JUDr. Eva Dundáčková
- Ing. Petr Sunkovský
- JUDr. Hana Šedivá

## Mandátový a imunitní výbor (11.07.2002 – 15.06.2006)

### Místopředsedové výboru
- Jiřina Fialová
- Ing. Miloslav Kala
- Mgr. Petr Pleva
- Mgr. Bohuslav Záruba

## Mandátový a imunitní výbor (15.07.1998 – 20.06.2002)

### Místopředsedové výboru
- JUDr. Pavel Němec
- František Španbauer
- Mgr. Bohuslav Záruba

## Mandátový a imunitní výbor (27.06.1996 – 19.06.1998)

### Místopředsedové výboru
- Marek Benda
- JUDr. Jitka Kupčová

## Mandátový a imunitní výbor (06.06.1992 – 06.06.1996)

### Místopředsedové výboru
- JUDr. Petra Buzková
- JUDr. Ondřej Zemina